# Young Posse
Young Posse (hangul: 영파씨. estilizado como YOUNG POSSE) é um grupo feminino sul-coreano formado pela DSP Media e produzido com a parceria da Beats Entertainment. O grupo consiste em cinco membros: Sunhye, Yeonjung, Jiana, Doeun, e Jieun. O grupo estreou oficialmente no dia 18 de outubro de 2023 com o mini álbum Macaroni Cheese.

## Nome
O "Posse" no nome do grupo vem do latim, que significa "ser capaz de". Portanto, o nome completo do grupo significa "um jovem grupo(de garotas) reunidas por um propósito".

## História

### 2023–Presente: Estreia comMacaroni Cheese
O grupo apareceu em público pela primeira vez em 16 de julho de 2023, no evento RBW Family Concert, “Over the Rainbow”, onde também fizeram sua primeira apresentação.
E no dia 19 de setembro de 2023, a DSP Media anunciou a data de estreia do Young Posse, que seria seu primeiro grupo feminino desde o April. O Young Posse fez sua estreia em 18 de outubro, com o lançamento do mini álbum "Macaroni Cheese", juntamente com um vídeo clipe da música tema de mesmo nome.
O grupo lançou o single "Young Posse UP" no dia 4 de fevereiro de 2024, esta música é um remix da faixa "Posse Up!", que está presente no EP de estreia do grupo, Macaroni Cheese. Este remix contou com a participação de três rappers proeminentes do cenário musical internacional e coreano, sendo eles Verbal Jint, NSW Yoon e Token. Já no dia 20 de março do mesmo ano, o grupo lançou o seu segundo EP, "XXL", juntamente com o vídeo clipe do lead single de mesmo nome.
Em 26 de junho de 2024, o Young Posse lançou um remix da faixa "Scars", do álbum "XXL", intitulado "On My Scars", com a participação de Lil Cherry e Dbo. Dois meses depois, em 21 de agosto, o grupo apresentou seu terceiro EP, "Ate That", com o single principal de mesmo nome. Para fechar a trilogia de EPs, em 18 de outubro de 2024, o grupo lançou mais um remix, desta vez da faixa "Loading...", do EP "Ate That", sob o nome "We Still Loading", com featurings de Los, Rick Bridges, Northfacegawd e DJ SKY. Com esses lançamentos, o grupo consolidou sua trilogia de estreia, composta pelos EPs "Macaroni Cheese", "XXL" e "Ate That".

## Integrantes
- Sunhye (hangul: 순혜), nascida Jeong Sunhye (hangul: 정순혜) na Coreia do Sul em 12 de abril de 2004 (20 anos).
- Yeonjung (hangul: 연정), nascida Wi Yeonjung (hangul: 위연정) na Coreia do Sul em 1 de setembro de 2004 (20 anos).
- Jiana (hangul: 지아나), nascida No Jihyun (hangul: 노지현) na Coreia do Sul em 2 de fevereiro de 2006 (19 anos).
- Doeun (hangul: 도은), nascida Kim Doeun (hangul: 김도은) na Coreia do Sul em 24 de dezembro de 2007 (17 anos).
- Jieun (hangul: 지은), nascida Han Jieun (hangul: 한지은) na Coreia do Sul em 5 de novembro de 2009 (15 anos).

## Discografia

### Extended plays
| Título          | Detalhes | Maior posição nos charts | Vendas    |
| Título          | Detalhes | KOR                      | Vendas    |
| --------------- | --- | ------------------------ | --------- |
| Macaroni Cheese | - Lançamento: 18 de outubro de 2023 - Gravadora(s): DSP Media, Beats - Formato(s): CD, download digital, streaming Track listing 1. "Posse Up!" 2. "Macaroni Cheese" 3. "OTB" 4. "Cooing"                        | 86                       | - : 1 407 |
| XXL             | - Lançamento: 20 de março de 2024 - Gravadora(s): DSP Media, Beats - Formato(s): CD, download digital, streaming Track listing 1. "Scars" 2. "XXL" 3. "DND" (ft. BM do Kard) 4. "Roty (나의이름은)" 5. "Skyline" | 51                       | - : 3 724 |
| Ate That        | - Lançamento: 21 de agosto de 2024 - Gravadora(s): DSP Media, Beats - Formato(s): CD, download digital, streaming Track listing 1. "Loading..." 2. "ATE THAT" 3. "Bananas" 4. "Umbrella"                         | -                        | -         |

### Singles
| Título                                                                                 | Ano  | Maior posição nos charts | Álbum                     |
| Título                                                                                 | Ano  | KOR                      | Álbum                     |
| -------------------------------------------------------------------------------------- | ---- | ------------------------ | ------------------------- |
| "Macaroni Cheese"                                                                      | 2023 | 185                      | Macaroni Cheese           |
| "Young Posse Up" (featuring Verbal Jint, NSW yoon e Token)                             | 2024 | —                        | Single sem álbum          |
| "XXL"                                                                                  | 2024 | 82                       | XXL                       |
| "On My Scars" (featuring Lil Cherry e Dbo)                                             | 2024 | 195                      | Single sem álbum          |
| "Ate That"                                                                             | 2024 | 41                       | Ate That                  |
| "We Still Loading" (featuring Los, Rick Bridges, Northfacegawd e DJ SKY)               | 2024 | —                        | Year 1 : We Still Loading |
| — indica uma gravação que não entrou nas paradas ou não foi lançada naquele território |      |                          |                           |